# Komise Africké unie
Komise Africké unie, též nazývaná Africká komise, je výkonný orgán Africké unie. Plní funkci stálého sekretariátu a koordinuje přípravy zasedání AU. Má celkem 10 členů - každá z pěti oblastí Afriky jmenuje dva komisaře - ti mají čtyřletý obnovitelný mandát. Každý z komisařů je zodpovědný za jednu konkrétní oblast (viz níže)
Komise má sídlo v etiopské Addis Abebě.
| Úřad                                               | Představitel             |
| -------------------------------------------------- | ------------------------ |
| Předseda                                           | Nkosazana Dlamini-Zumová |
| Místopředseda                                      | Erastus Mwencha          |
| Ředitelství pro mír a bezpečnost                   | Ramtan Lamamra           |
| Ředitelství pro politické záležitosti              | Julia Dolly Joiner       |
| Ředitelství spojů a energetiky                     | Bernard Zoba             |
| Ředitelství pro sociální záležitosti               | Bience P. Gawanas        |
| Ředitelství pro lidské zdroje, vědu a technologie  | Nagia Essayed            |
| Ředitelství pro obchod a průmysl                   | Elisabeth Tankeu         |
| Ředitelství pro zemědělství a hospodářství venkova | Rosebud Kurwijila        |
| Ředitelství pro hospodářské vztahy                 | Maxwell Mkwezalamba      |

Zvláštní Ředitelství konferenčních služeb vede Mohamed A.K. Mustoofa.
Předseda Komise má zvláštní postavení. Je druhým nejvýznamnějším představitelem AU po Předsedovi Africké unie. Do jeho rukou například předávají pověřovací listiny stálí představitelé států při Africké unii. Stálým představitelem České republiky při Africké unii je Marek Libřický, velvyslanec ČR v Etiopii.